# Алекто
Алекто (на гръцки: Αληκτώ - „неумолима“) в древногръцката митология е богиня на отмъщението, една от ериниите. Сестра на Мегера и Тисифона.